# 吉祥慧瑞寺
吉祥慧瑞寺，俗名鄂托克召、新召庙，赐名清远寺，藏语名热希巴拉达尔令，位于内蒙古自治区鄂尔多斯市鄂托克旗阿尔巴斯苏木脑高岱嘎查境内的伊克乌素。是一座藏传佛教格鲁派寺院。

## 历史

### 前身
该庙的前身是鄂托克旗扎萨克王爷主持修建的清朝该旗最早的寺庙，赐名“乌力吉图沙日召”。乌力吉图沙日召初建于清朝顺治九年（1652年），由鄂托克旗第一任扎萨克善丹贝勒出资兴建。顺治九年（1652年），鄂托克旗第一任扎萨克善丹贝勒，在王府会见应顺治帝邀请赴北京的五世达赖罗桑嘉错。同年，遵五世达赖的旨意，善丹贝勒在王府所在地亲自主持兴建王爷庙，并决定全鄂托克旗建13座庙，36座殿堂，共建49座寺庙。王爷庙落成后，禀报清廷，清廷赐名“热西达尔杰岭”。王爷庙是管理全旗49座寺庙的第一大召，故又称“鄂托克召”。鄂托克召每年农历七月十九日跳查玛舞，农历每月初八、十五、二十五、二十九日诵经。主诵经文有《药师佛经》、《无量寿佛经》、《救度佛母经》、《四曼荼罗供经》、《阎曼德迦灌顶经》、《六臂护法经》、《阎罗王经》、《天母经》、《北方多闻天王经》等等。 
此后，鄂托克旗历任扎萨克均对该庙有所修建：
- 第二任扎萨克索诺木在位时期（1663年－1682年）：增建密宗经院，供奉白伞盖佛母、救度佛母、药师佛、遍知佛、阎曼德迦佛。[2]
- 第三任扎萨克松喇布在位时期（1682年－1709年）：最初增建一座五间大的庙，供奉宗喀巴师徒三尊、绿度母、六臂护法神、多闻天等佛像，奏请清廷后，该寺获赐名“热西岭—乌力吉图召”。随后，又修建一座51间大经堂，以及许多喇嘛住宅，并将寺内原来的陈设及装饰全部更新，使该寺成为远近知名的大召，赐名“吉祥慧瑞寺”。[2]
- 第四任扎萨克干珠尔在位时期（1709年－1718年）：自西藏携回达赖赐予的檀香木雕释迦牟尼像及观音菩萨像，作为鄂托克召的主供佛。[2]
- 第五任扎萨克诺依罗布扎木苏在位时期（1718年－1747年）：增建一座守斋行堂，堂内供奉观音菩萨及五百罗汉像，并制定守斋仪规，规定自农历四月初一至十五日举办守斋经会。[2]
- 第六任扎萨克栋罗布扎木苏在位时期（1747年－1773年）：赴西藏拜会七世达赖，献曼荼罗及金银绸缎，请求七世达赖派高僧赴鄂托克召宣教。达赖遂派来成就博士章巴却珠讲经。此后，章嘉呼图克图若必多吉来到鄂托克召，受到扎萨克王爷、大喇嘛等千余人迎接。甘肃拉卜楞寺章杨沙德巴活佛来鄂托克召讲经。栋罗布扎木苏王爷兴建83间大经堂，请却藏活佛为大殿主持开光。随后，乾隆三十五年（1770年）和乾隆三十七年（1772）分别兴建了显宗经堂、密宗经堂。[2]
- 第七任扎萨克栋罗布色棱在位时期：邀请应乾隆帝之邀赴北京的六世班禅下榻王府。栋罗布色棱亲赴阿拉善旗迎接六世班禅，六世班禅抵达鄂托克召时，伊克昭盟各地赶来的5000多名僧人夹道欢迎。此后，塔尔寺土观活佛来到鄂托克召，见阿尔巴斯山中有一风水宝地，便提议在此兴建曼巴扎仓（医明学院）。藏历第十三饶回庚戌年（1790年），曼巴扎仓竣工，殿内供奉檀香木雕释迦牟尼、药师佛、救度母、白伞盖等佛像，由章嘉呼图克图伊希旦比扎拉森主持开光。[2]
- 第八任扎萨克索诺木喇布杰根敦在位时期：自西藏大昭寺请来卢本活佛罗布桑丹津到鄂托克召宣化。又秉承兴扎活佛罗布桑道尔吉的旨意，于癸未年（1823年）在乌兰吉林庙重建时论经院。 [2]

### 新召
鄂托克召建立一百多年后，四周沙化严重。道光四年（1824年），王爷福晋瑙敏吉德、坐凳喇嘛丹僧那木吉拉、梅林索诺木盖当等人提议，协商决定迁移庙址，兴建一座像塔尔寺大金瓦殿一样的新庙。经高僧勘风水后，庙址选定为伊克乌素，新庙开工建设，即现在的新召庙。道光四年（1824年）开工，道光十年（1830年）竣工并开光。寺庙迁移至新址后，俗称“新召庙”，原址上的寺庙则称“豪沁召”。
新召庙由大琉璃殿、大经堂、显宗经堂、密宗经堂、多闻天王堂、时轮经堂、五勇猛明王护法殿、密宗护法殿、守斋行堂、时轮六臂护法殿、经学院藏经殿、康村殿等组成。
此后，历任鄂托克旗扎萨克继续关怀该庙：
- 第九任扎萨克昆藏拉布坦扎木苏在位时期（1838年－1851年）：邀请却藏活佛来新召庙、鄂托克王府作法事。
- 第十任扎萨克额尔德尼朝克图在位时期（1853年－1862年）：邀请章嘉呼图克图罗布桑叶希丹津尼玛来新召庙讲经。
- 第十一任扎萨克察克都尔扎布在位时期（1862年－1881年）：甘肃宁夏回民反清起事。清朝同治七年（1868年）夏，回民造反军抢劫了新召庙的佛像及财产，烧毁了琉璃大殿、大经堂、显宗经堂、密宗经堂、时轮经堂等大殿堂，该庙遭毁灭性破坏。丁丑年（1877年），重建显宗经堂。
- 第十二任扎萨克喇什扎木苏在位时期（1882年－1902年）：重建新召庙。光绪十三年到二十四年（1877年至1898年），喇什扎木苏向全旗的民众摊派款项与劳力，先后重建80间大经堂、时轮经堂、密宗经堂等主要殿堂。
- 第十三任扎萨克噶拉藏罗勒玛旺吉勒扎木苏在位时期（1902年－1937年）：重建琉璃大殿。民国5年（1916年），噶拉藏罗勒玛旺吉勒扎木苏与新召庙掌堂喇嘛扎拉森等人协商，决定重建一座绿色琉璃瓦顶三重檐的大召，向全旗民众摊派银两、劳力。王府衙门还派员赴阿拉善旗和察哈尔、乌兰察布盟等地化缘。旗衙门下发公文，调集200多名劳力，于民国5年动工，民国七年（1918年）竣工，耗资5万块银元，建成一座绿色琉璃大召以及9座大白塔。民国23年（1934年），九世班禅应邀来到新召庙宣化，在鄂托克旗驻留70天。
- 第十四任扎萨克旺钦扎布在位时期（1937年－1943年）：乙酉年（1945年），塔尔寺赛朵活佛来到新召庙讲经、灌顶。丁亥年（1947年），塔尔寺玛拉活佛图布旦彭苏克来到新召庙常住，共居住了17年。 [2]

中华人民共和国成立前夕，新召庙有琉璃大召、大经堂、显宗经堂、密宗经堂、时轮经堂5大殿堂，以及多闻天王殿、五勇猛明王护法神殿、密宗护法神殿、时轮六臂护法殿、守斋行堂、经学院殿、康村7座小殿，共计12座殿堂，253间；此外，还有活佛、大喇嘛、王爷府邸6座共67间，庙仓总务处4座、喇嘛住房共118座485间。新召庙设有负责审判僧俗案件的衙门。庙务管理会由60人组成，组成人员包括大经堂的大喇嘛（坐凳喇嘛）、显宗经堂、密宗经堂、时轮经堂的大喇嘛、二喇嘛、三喇嘛、格斯贵、管庙章京、参领、管事长等等。每年举办法会260天。每年需佛灯酥油1200斤，供佛面300斤；诵经会上，喇嘛食用白面5000斤、大米500斤、炒米7000斤、酥油400斤、麻油300斤、果子300斤、红糖300斤、红枣250斤、肉食3500斤，以上食品少部分由庙仓负担，大部分由民众奉送或化缘而获得。四大吉萨（庙仓）拥有2297匹马、670头牛、4700余只羊，另外还存有元宝、银元等等。 
1949年8月，鄂托克旗和平解放。此后，人民政府采取“信教自由、保护召庙”政策，同时推进宗教改革及爱国教育。牧区民主改革废除了宗教上层的封建特权，减少了法事经会的举办次数，采取入牧业社、公私合营等方式，将庙仓牲畜变为集体所有财产。解放后，许多喇嘛还俗并娶妻，参加劳动，一些年轻喇嘛还参加革命工作。解放之初，新召庙在册喇嘛共有290名，其中常住喇嘛155名；1955年，喇嘛减少至73名。1956年，推行撤区划苏木的机构改革，在新召庙成立新召苏木人民委员会，新召苏木各机关占用了新召庙各个殿堂及房屋。 
1966年文化大革命爆发，新召庙被视为“破四旧”的对象。1967年，新召庙5大殿堂、7座小殿的铜佛像、大号、钹、铜佛灯盏等当作废品，通过大胶车运到乌兰镇，作价3900多元出售，卖得的钱作为新召公社建设八一水库的基金，投至八一生产大队。文化大革命期间，党政领导以及中上层喇嘛被打成反革命分子，新召庙无人管理，沦为各个机关、学校、生产大队瓜分的对象。1969年至 1975年，新召庙的12座殿堂被全部拆毁，6座府邸仅剩2座，4大吉萨仅剩1座，108座喇嘛住房仅剩12座，整个新召庙变成了一片废墟。

### 重建过程
改革开放后，为落实中共中央〔1982〕19号文件精神，于1984年12月经伊克昭盟行署批准，将新召庙指定为鄂托克旗宗教活动点。1985年，该庙喇嘛将九世班禅曾经下榻的府邸修缮一新，在其中诵经及举办法事。1986年，经十世班禅关怀，喇嘛们请回《甘珠尔》一套，放在该宗教活动点。同年，经众多施主及僧人努力，在主管部门支持下，重建了15间时轮经堂、9间五勇猛明护法殿。1987年，重建9间康村殿，1995年扩建为12间。1995年，新召庙依法登记为鄂托克旗宗教活动场所。
1997年，重建9间密宗护法殿，在罗桑隆如布班智达六世罗桑次成（宝勒德）的主持下，新建一座银德木佛塔。1997年冬，北京雍和宫堪布喇嘛罗桑却日格赠送一套《丹珠尔》，藏于新召庙时轮经堂。
1999年6月18日，青海塔尔寺葛扎活佛一行来到新召庙讲经。2000年10月17日，鄂托克旗党政联席会议决定，任命罗桑次成为新召庙主持喇嘛、庙管会主任。2001年2月，成立以旗长王峰为首的维修新召庙指挥部，同年3月26日鄂托克旗人民政府将《新召庙古建筑维修方案》上报伊克昭盟行署。
2004年农历三月初八日，新召庙喇嘛罗桑全登向本寺赠送一世达赖、五世达赖、三世班禅、四世班禅、六世班禅、七世班禅、八世班禅、九世班禅的著作，及其他知名活佛的著作，共110卷。同日，新召苏木人民政府向鄂托克旗人民政府呈送《关于修建新召庙琉璃大召的报告》。鄂托克旗人民政府组成修建新召庙琉璃大召指挥部，王峰（鄂托克旗旗长）任总指挥，马嘎尔迪（鄂托克旗副旗长），罗桑次成（本寺主持）、布仁陶格陶胡（原鄂托克旗政协主席）、孟根乌拉（鄂托克旗民委主任）为副总指挥，筹备重建事宜。
2005年正月十三日至十九日，孟根乌拉、哈永宏、铁木尔赴塔尔寺，与在塔尔寺居住的主持喇嘛罗桑次成设计琉璃大召的重建图纸。2005年6月6日，举行重建琉璃大召奠基典礼。一期工程准备建设琉璃大召、主持喇嘛府邸、寺庙财务处、门殿四座建筑，到2007年底已完成大召、主持喇嘛府邸、寺庙财务处。 2008年，完成门殿建设及全部建筑的漆画工程。同时，还在塔尔寺等地定做了铜佛像以及木雕佛像。
新建的大召，外墙采用绿色琉璃砖，庙顶采用黄琉璃瓦，庙檐正中悬挂以藏文、蒙古文、汉文书写的“吉祥慧瑞寺”匾额。整个建筑金碧辉煌。
2009年5月13日至17日，在主持喇嘛罗桑次成的指导下，塔尔寺与鄂托克召的喇嘛、僧俗施主、鄂托克旗民族宗教事务局局长巴图德力格尔、副局长额尔德木图、陶格素、阿拉腾布拉格及全体工作人员参加了佛像内装及安放、大堂装修。大堂一层后庭正中供奉铜制加冠释迦牟尼坐像，高3.8米，内装释迦牟尼舍利子两粒、九世班禅舍利子一粒、各种宝物、灵药、在菩提树叶上绘制的长寿佛像三枚、《甘珠尔》210卷、《丹珠尔》103卷、宗喀巴师徒著作43卷、其他经典、纸印佛祖像十万张、宗喀巴像十万张、白度母像十万张、香巴拉宝瓶等等。释迦牟尼师徒三尊两侧，分别供奉铜制文殊、金刚手、观音、地藏王、除盖障、虚空藏、弥勒、普贤八大菩萨像。前庭后墙中央设有主持喇嘛宝座，两侧供奉白度母、绿度母、药师佛、龙如菩萨。前庭东西两壁分别供奉千尊白度母、千尊绿度母。大堂二层供奉密集金刚、胜乐金刚、时轮金刚，大威德金刚、马头金刚、喜金刚、不动佛、金刚手、狮面佛、作明佛母、空行母、宏光宝佛等等。大堂三层供奉宗喀巴师徒三尊、四臂观音、财宝天王、大黑天、吉祥天母、曲佳、大红司命王、白伞盖、文殊、无量寿佛、白公保、金刚萨埵、尊胜佛母、白度母、旦见、五勇猛明王等等。
2009年5月17日，依照阎曼德迦仪规，在新建的琉璃大召内举办了首次开门仪式暨简易开光仪式。